# ATP Düsseldorf
Das ATP-Turnier von Düsseldorf (zuletzt Düsseldorf Open) war ein deutsches Herren-Tennisturnier, das im Düsseldorfer Rochusclub ausgetragen wurde.

## Geschichte
Der Wettbewerb wurde im Mai 2013 zum ersten Mal ausgetragen und ersetzte den World Team Cup, der aufgrund schwindenden Zuschauerinteresses aus dem Turnierkalender gestrichen wurde. Die Lizenz für das Turnier hatten der ehemalige deutsche Tennisspieler Rainer Schüttler und der ehemalige Manager von Boris Becker und Turnierbesitzer der Madrid Masters, Ion Țiriac, gekauft. Es fand, wie bereits der World Team Cup, eine Woche vor den French Open statt und diente als letztes Vorbereitungsturnier für die French Open.
2015 wurde das Turnier wieder eingestellt und durch das Turnier von Genf ersetzt, nachdem kein Sponsor gefunden worden war.

## Siegerliste

### Einzel
| Jahr | Sieger                | Finalgegner     | Finalergebnis |
| ---- | --------------------- | --------------- | ------------- |
| 2014 | Philipp Kohlschreiber | Ivo Karlović    | 6:2, 7:64     |
| 2013 | Juan Mónaco           | Jarkko Nieminen | 6:4, 6:3      |

### Doppel
| Jahr | Sieger                         | Finalgegner                    | Finalergebnis    |
| ---- | ------------------------------ | ------------------------------ | ---------------- |
| 2014 | Santiago González Scott Lipsky | Martin Emmrich Christopher Kas | 7:5, 4:6, [10:3] |
| 2013 | Andre Begemann Martin Emmrich  | Treat Huey Dominic Inglot      | 7:5, 6:2         |